# Ultramaraton
Ultramaratonnak számít minden olyan futóesemény, melynek távja hosszabb a hagyományos maratoni táv 42195 méterénél.

## Versenytípusok
Az ultramaratoni versenyek közül a legrövidebb, rendszeresen megrendezett táv az 50 kilométer, míg a leghosszabb évente megtartott esemény a 3100 mérföldes (azaz 4988 kilométeres) verseny.
Az ultramaratonokat alapvetően két fő kategóriába sorolják:
– Meghatározott távú versenyekre, mint például az 50 km, 100 km vagy 100 mérföld,
– Meghatározott ideig tartó versenyekre, ahol a futók adott időtartam alatt megtett távja számít, például 12 órás, 24 órás vagy 6 napos futások esetén.
Az ilyen versenyeket különféle felületeken rendezik: aszfaltozott utakon, 400 méteres atlétikapályákon, terepen, vagy akár futópadon is. A rekordokat rendszerint az útvonal típusa szerint tartják nyilván (pl. pálya, országút, terep).
A lebonyolítás módja alapján is megkülönböztethetők az események. A legtöbb ultramaraton egyetlen, folyamatos szakaszból áll, ahol a rajt és a cél között megszakítás nélkül kell futni. Ugyanakkor léteznek többnapos, szakaszos versenyek is, ahol a futók naponta egy-egy meghatározott távot teljesítenek, majd pihenés után másnap folytatják. Ilyen például az öt napos Bécs–Pozsony–Budapest Szupermaraton, amely öt külön szakaszból áll.
Bár az ultramaratonok formája és hossza rendkívül változatos lehet, az idők során néhány szabványtáv vált általánossá.
A leggyakoribb meghatározott távú versenyek:
– 50 km
– 50 mérföld
– 100 km
– 100 mérföld
A legnépszerűbb meghatározott idejű versenyek:
– 12 óra
– 24 óra
– 48 óra
– 6 nap

## Szövetség
Az ultrafutást irányító nemzetközi szövetség az International Association of Ultrarunners (IAU), míg a sport magyarországi szakszövetsége az Magyar Atlétikai Szövetség Ultrafutó Bizottsága (MASZ UB).
Az IAU 100 kilométeren, valamint 24 órán rendez világbajnokságot, az MASZ UB pedig 50 kilométeren, 6 órán, 100 kilométeren, 12 órán és 24 órán országos bajnokságot.

## Magyar ultramaratonisták világsikerei
- Bérces Edit – világbajnok, 100 km (2000), Európa-bajnok, 100 km (2000), világbajnok, 24 óra (2001), Európa-bajnok, 24 óra (2002), 24 órás világcsúcstartó pályán és futópadon, háromszoros győztes, Surgeres-i 48 órás pályaverseny (2002, 2003, 2004)
- A Bérces Edit–Nagy Krisztina–Sörös Erika–Horváth Mária összeállítású csapat Európa-bajnoki 3. helyezett 24 órás futásban (2002)
- Blahó Ákos – győztes, 24 órás futás, Wörschach (2006)
- Bódis Tamás – 2019-es év férfi ultrafutója (Magyar Atlétikai Szövetség), Spartathlon-győztes (2019), 24 órás ultrafutó-világbajnokság egyéni 2. hely 276, 222 km (2019), 24 órás ultrafutó-világbajnokság csapat (Csécsei Zoltán, Halama Levente ) 2. hely 276, 222 km (2019), Ultrabalaton győztes (2019, 2020),
- Bogár János – Európa-bajnok, 24 órás futás (1994), Spartathlon-győztes (1991), hétszeres győztes, 100 km, Madrid (1995-2000), (2007; hatszoros győztes, Bécs – Budapest Szupermaraton (1992), (1994) – (1998)
- Bontovics Tímea – csapat 100 km-es Európa-bajnoki 2. helyezett (Vass Mártával és Bozán Ágnessel, 1993), győztes, Ultra-Alpinmarathon Veitsch (1996); győztes, Ultrabalaton (2007)
- Bozán Ágnes – csapat Európa-bajnoki 2. helyezett 100 km (Vass Mártával és Bontovics Tímeával, 1993); győztes, Ultra-Alpinmarathon Veitsch (1997); 2. helyezett, 100 km Rotorua, Új Zéland (1998); 2. helyezett, Békéscsaba- Nagyvárad Szupermaraton (1998); 2. helyezett, Bécs- Budapest Szupermaraton, (1994)
- Cseke Lilla – 2019-es év női ultrafutója (Magyar Atlétikai Szövetség), Ultra Tisza-tó 65 km abszolút győztes (2020), Korinthosz 80 női győztes, abszolút 3. hely (06:31:40, 2020)
- Czibók Ágnes – 3. Bécs – Budapest Szupermaraton, (2004), 3.; 2. Bécs-Pozsony-Budapest Ultramaraton (2009, 2013)
- Dobó Andrea – győztes, Pistoia – Abetone Ultramarathon (1998)
- Farkas Ágota – győztes, Bécs – Budapest Szupermaraton (1998)
- Fazekas Lajos– győztes, 100km Deutsch-Wagram (6:47:58, 1990); 2. 100 km de Amiens (6:43:31, 1989); 3. 100 km del Passatore (6:52:41, 1992)
- Fehér Enikő – győztes, 12 órás nemzetközi futóverseny, Szeged (1987; kétszeres győztes, Duna menti Szupermaraton (1986), (1987); ötszörös győztes és pályacsúcstartó, Zágráb – Cazma Szupermaraton (1994) – (1998), győztes 100 km-es futás, Hirtenberg (1987); világbajnoki 5. helyezett, 100 km (1988); győztes, 100 km, Santander (1991), kétszeres győztes, Pistoia – Abetone hegyimaraton (53 km, 1996, 1997), győztes, Swiss Alpine Marathon (1991), győztes, Two Oceans Maraton (1995)
- Fendrik László – győztes, 48 órás futás, Köln (2004); győztes, Balaton Kör (2004)
- Győri Ferenc – Európa-bajnok, 24 órás futás (1996)
- Kis-Király Ernő – Európa-bajnok, 12 órás futás (1991); háromszoros győztes, Bécs – Budapest Szupermaraton, (1990), (1991), (1993); győztes, Austria Cross 749 km (1986)
- Kiss Zoltán – győztes, 48 órás fedett pályás világkupa (Brno, 2003); 2. helyezett, Surgeres-i 48 órás meghívásos verseny (2003)
- Kónya Ákos – 100 km győztes, Cerritos, Kalifornia (2010); győztes, 24 órás futás, Grapevine, Texas (2010); háromszoros 2. helyezett, Badwater Ultramarathon (2006, 2007, 2008)
- Kovács Attila László – 2. helyezés, 100 km, Nacht van Vlaanderen (1989), 3. helyezés, 100 km del Passatore (1988), 2. helyezés, 50 km di Romagna (1999)
- Kovács Réka – győztes, 100 km-es futás, Bécs (2008)
- Lakatos Roland – Békéscsaba – Arad Szupermaraton győztes (2013)
- Lubics Szilvia - Ultrabalaton 2. helyezett (2010), (2015), Ultrabalaton győztes (2011), (2012) Spartathlon-győztes (2011, 2013, 2014), Badwater Ultramarathon 4. helyezett (2017) Namib Race 3. helyezett (2019)

- Muhari Gábor – győztes, 6 órás futás – Lassee (2012); világcsúcstartó, 6 órás futás, Veszprém (2012)
- Nagyné Bakucz Krisztina – csapatban Európa-bajnoki 3. helyezett, 24 óra (Bérces Edittel, Sörös Erikával és Horváth Máriával, 2002); győztes, 48 órás futás, Gols (2008); győztes, nemzetközi 6 napos futás (2008)
- Nagy Katalin (amerikai színekben) – a 24 órás futás világbajnoka (2015)
- Ossó Zoltán – győztes, Langenzensdorf 10-Stundenlauf (2003)
- Póczos Gyula – háromszoros győztes, Duna menti Szupermaraton, (1984, 1985, 1986)
- Simon László – győztes, 12 óra, Bázel (1991); 3. helyezett 24 óra, Köln (1987)
- Simona Staicu – győztes, Two Oceans Marathon (2003); 9. és 10 helyezett, Comrades Marathon (2015), (2003)
- Sipos István – Trans America-győztes (1994), Self-Transcendence 3100 mérföldes futás győztes 3100 mérföldes és 5000 kilométeres világcsúccsal (1998), 1300 mérföldes Sri Chinmoy verseny győztes 1300 mérföldes és 2000 kilométeres világcsúccsal (1993)
- Vajda Anita – győztes, 50 mérföld, Keyes 100 (2014); kétszeres győztes, 24 óra, Palic (2004, 2015)
- Vass Márta – Európa bajnok, 100 km (1993), világbajnoki 2., 100 km (1988, 1992), világbajnoki 3., 100 km (19911990); Európa-válogatott csapat győztes 3. hely, Comrades Marathon (1994)
- A Vass Márta–Bozán Ágnes–Bontovics Tímea összeállítású csapat 100 km-es Európa-bajnoki 2. helyezett csapatban (1993)
- Vozár Attila – Európa-bajnoki 2. 100 km (2001), háromszoros győztes, Bécs- Budapest Szupermaraton (2000, 2001, 2004); győztes, 100 km di Seregno della Brianza (2009)
- Wermescher Ildikó (2013-tól német színekben) győztes, háromszoros Ötscher-Ultramarathon (2010, 2011, 2012); győztes Zugspitz- Ultratrail 100km (2012), győztes Wörthersee Trail-Maniac (2012)
- Zabari János – kétszeres győztes, Bécs-Pozsony-Budapest Ultramaraton (2012, 2013); hatszoros győztes, Zágráb – Cazma Szupermaraton (1999, 2006-2008, 2011, (2013)
- Zahorán Ádám – többek között a német bajnokság győztese, 100 km (Husum, 2014); magyar bajnok, 100km (Kisbér, 2009), Bécs-Pozsony- Budapest 2. helyezettje (2008)
- Zahorán János – győztes, LangsteNachtLoop 24 órás futás (2015), Austria Race across Burgenland (2015); magyar bajnoki ezüstérmes 24 órán (Sárvár, 2009)
- Zsigovics András – 3. helyezett, 100 km, Firenze – Faenza (1998); 2. helyezett Pistoia – Abetone (1999)

## Az év ultrafutója Magyarországon
Az év ultrafutója Magyarországon díjat 2006 óta adja át az Ultrafutók Magyarországi Szövetsége (UMSZ).
| Év   | Férfi                                                                   | Női             |
| ---- | ----------------------------------------------------------------------- | --------------- |
| 2006 | Kalotai Levente                                                         | Bérces Edit     |
| 2007 | Bogár János                                                             | Bontovics Tímea |
| 2008 | Németh Csaba                                                            | Kis Zita        |
| 2009 | Cserpák József                                                          | Gurdon Éva      |
| 2010 | Vozár Attila                                                            | Görög Veronika  |
| 2011 | Mazur Béla                                                              | Lubics Szilvia  |
| 2012 | Muhari Gábor                                                            | Lubics Szilvia  |
| 2013 | Lajkó Csaba                                                             | Lubics Szilvia  |
| 2014 | Lajkó Csaba                                                             | Lubics Szilvia  |
| 2015 | Polyák Csaba                                                            | Makai Viktória  |
| 2016 | Csécsei Zoltán                                                          | Maráz Zsuzsanna |
| 2017 | 24 órás férfi válogatott (Rudolf Tamás, Csécsei Zoltán, Halama Levente) | Maráz Zsuzsanna |
| 2018 | Muhari Gábor                                                            | Maráz Zsuzsanna |
| 2019 | Bódis Tamás                                                             | Cseke Lilla     |

## Jelentős magyar versenyek
- Balatonfüredi 48h & 6 napos Ultramarathon
- Balaton Kör
- PreVital Szőlőskör
- Korinthosz Ultrafutóverseny 160/80 – Szekszárd – Baja – Szekszárd[6]
- Balaton Szupermaraton (4nap)

- Bécs–Pozsony–Budapest Szupermaraton
- Békéscsaba-Arad Szupermaraton
- Don Quijote Ultra
- Csákvári 12 órás OB
- Fertő-tó Kör
- BUFF – Balatonfüredi Ultrafutó Fesztivál
- Kisbéri 50-100 km Nemzetközi Ultramarathon

- Terep Százas
- RISKA 1 Way Ticket Run BACKYARD ULTRA – Tihany
- Tisza-tó Kör
- Sárvári 12/24 órás verseny
- Veszprémi 6 órás futás
- Ultrabalaton

## Ismertebb ultramaratoni versenyek világszerte

### Országúti
- Comrades Marathon
- London–Brighton-ultramaraton (Megszűnt)
- Spartathlon
- Two Oceans Marathon

### Terep és hegyi
- Barkley Marathons
- Canadian Death Race
- Swiss Alpine Marathon
- Ultra Trail Tour du Mont Blanc
- Western States Endurance Run

### Extrém körülmények között rendezett versenyek
- Badwater-ultramaraton
- Gobi March
- Marathon des Sables
- Sahara Race

### Több napos és hosszútávú ultrák
- 48h & 6 day race Unixsport
- Self-Transcendence 3100 Mile Race
- Deutschlandlauf 1200km